# Соколовський Георгій Олександрович
Гео́ргій Олекса́ндрович Соколо́вський (1929—1986) — український науковець радянських часів, доктор технічних наук, професор.

## З життєпису
Професор кафедри турбобудування Харківського політехнічного інституту.
Керівник відділу гідромеханіки енергетичних машин інституту проблем машинобудування ім. А. М. Підгорного; від 1977 року — заступник директора інституту.
Лауреат премії імені Г. Ф. Проскури 1984 року — за цикл робіт «Моделювання теплових полів в енергетиці», співавтори Верлань Анатолій Федорович та Мацевитий Юрій Михайлович.
Є одним із творців теорії просторового стаціонарного та нестаціонарного потоку в ступенях турбомашин.
Опубліковано 113 його робіт, у тому числі 2 монографії.